# Waterloo (Iowa)
Waterloo es una ciudad ubicada en el condado de Black Hawk en el estado estadounidense de Iowa. En el Censo de 2010 tenía una población de 68406 habitantes y una densidad poblacional de 417,73 personas por km².

## Geografía
Waterloo se encuentra ubicada en las coordenadas 42°29′32″N 92°21′7″O / 42.49222, -92.35194. Según la Oficina del Censo de los Estados Unidos, Waterloo tiene una superficie total de 163.75 km², de la cual 159 km² corresponden a tierra firme y (2.91%) 4.76 km² es agua.

## Demografía
Según el censo de 2010, había 68406 personas residiendo en Waterloo. La densidad de población era de 417,73 hab./km². De los 68406 habitantes, Waterloo estaba compuesto por el 77.28% blancos, el 15.5% eran afroamericanos, el 0.29% eran amerindios, el 1.06% eran asiáticos, el 0.29% eran isleños del Pacífico, el 2.6% eran de otras razas y el 2.98% pertenecían a dos o más razas. Del total de la población el 5.59% eran hispanos o latinos de cualquier raza.